# Герпетологія

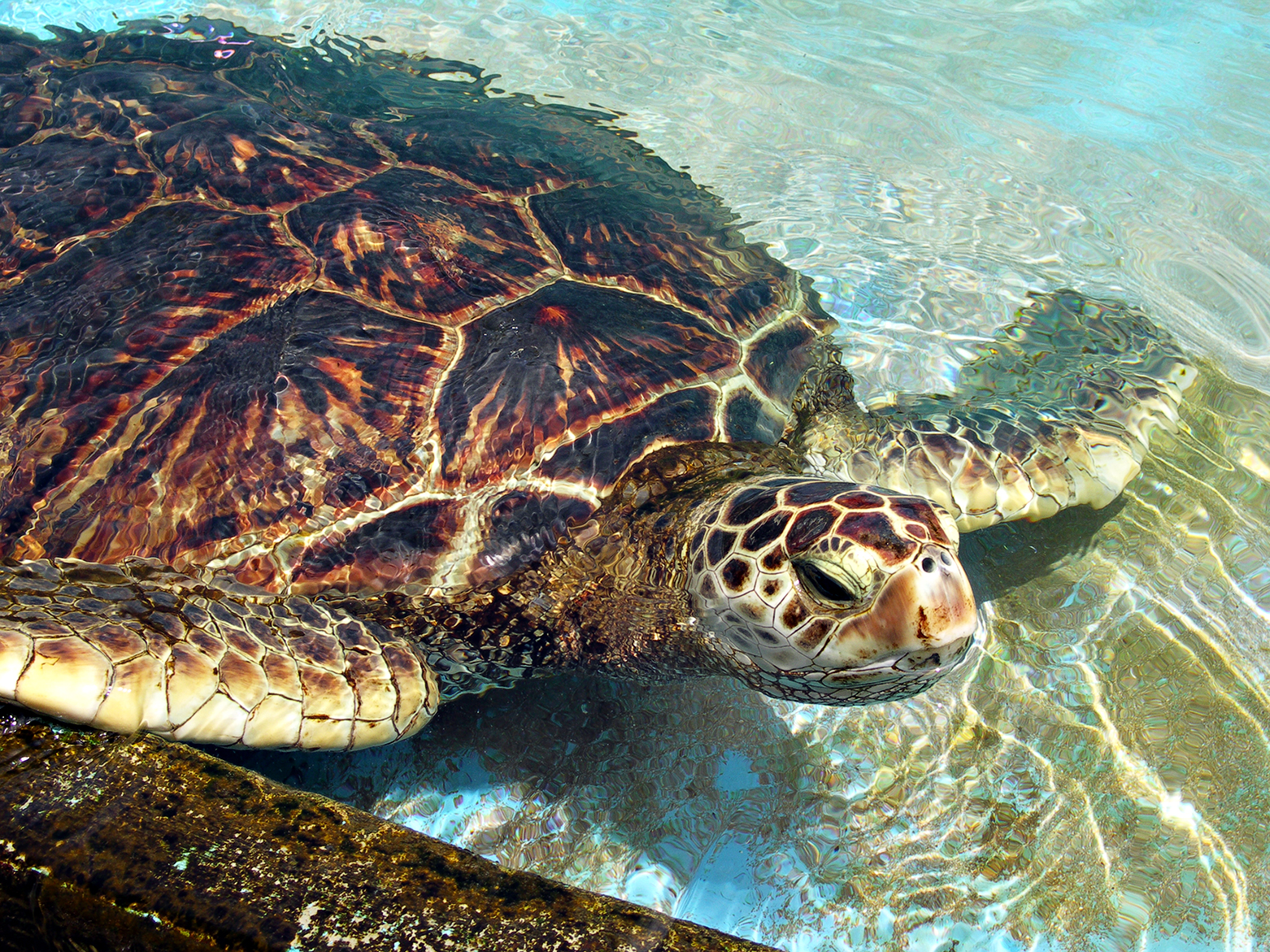
Зелена черепаха

Герпетологія (від дав.-гр. ἑρπετόν — змія; λόγος — слово, вчення) — наука про плазунів та амфібій, один з розділів зоології. Колись герпетологія вивчала всіх «гадів» (плазунів та земноводних), пізніше дослідження земноводних виокремилися в самостійний напрямок — батрахологія (від дав.-гр. βάτραχος — жаба).

## Термін
Автором терміна вважається німецький натураліст Якоб Кляйн (нім. Jacob Theodor Klein; 1685—1759), який використав його в 1755 році у ширшому розумінні, ніж він використовується в наш час, поєднавши змій з червами як плазунів.

## В Україні
Відомі українські герпетологи:
- Нікольський Олександр Михайлович (1858—1942)
- Писанець Євген Максимович (1949—2016)
- Таращук Сергій Володимирович (1955—2008)
- Котенко Тетяна Іванівна (1949—2013)
- Кармишев Юрій Володимирович (1963—2017)

Засновником української школи герпетології був зоолог, заслужений діяч науки УРСР, член-кореспондент НАН України, Щербак Микола Миколайович (1927—1998); його ім'ям названий Зоологічний музей Національного науково-природничого музею НАН України.